# Logarléc

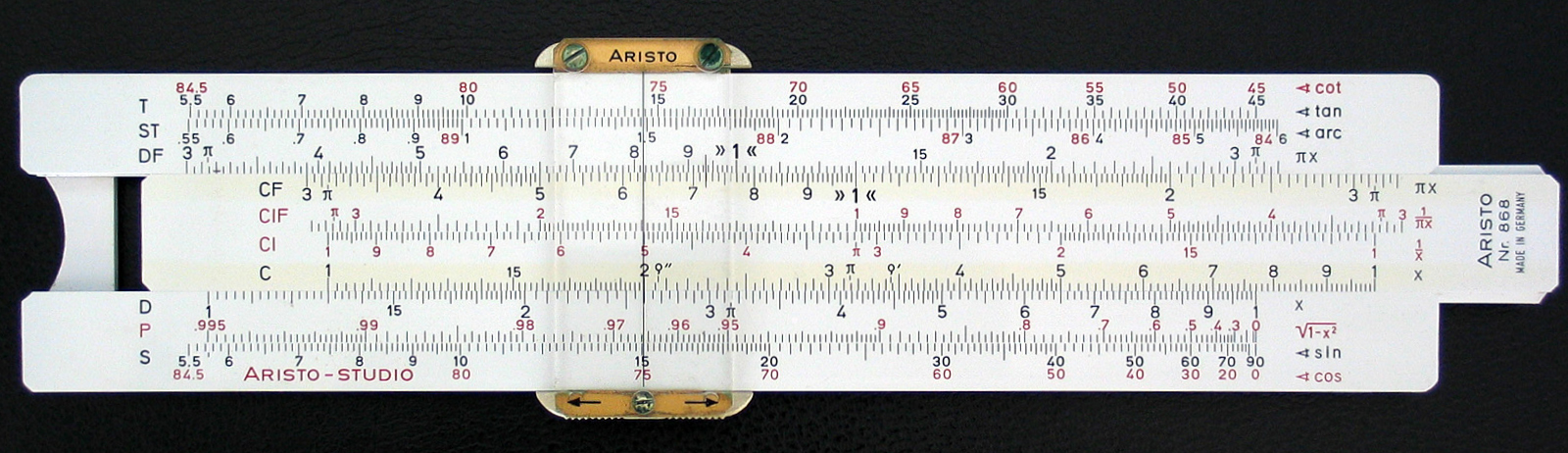
Logarléc

A logarléc (logaritmikus számolóléc) egy egyszerű kivitelű, mechanikus működésű analóg számológép, amely lehetővé teszi különböző matematikai műveletek gyors, 3-4 számjegy pontosságú elvégzését.
Szabványos logarlécek esetében az elvégezhető műveletek általában a következők: szorzás, osztás, négyzetre és köbre emelés, négyzet, illetve köbgyök vonása, logaritmusszámítás, trigonometriai függvények kiszámítása.

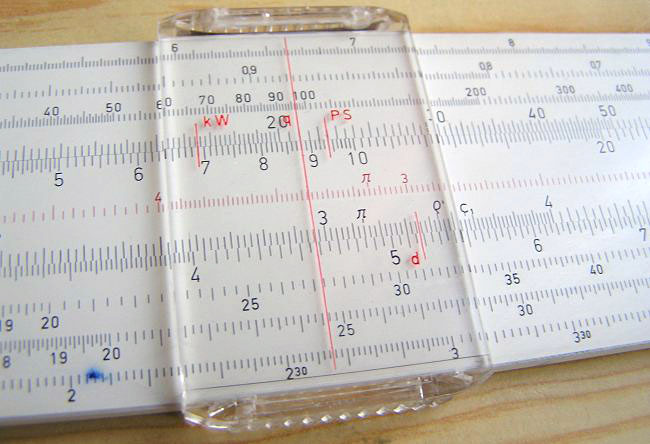
A logarléc ablaka

## Működési elve

### Összeadás
Ha két vonalzót egymás mellett elcsúsztatunk, akkor gyorsan tudunk két számot (távolságot) összeadni:
{\displaystyle x+y=z} :
A logarléc működésének alapelve, hogy a számok szorzatát a számok logaritmusának összegzésével, a számok hányadosát a számok logaritmusának különbségével számítjuk ki.
A logarléc alapja két, egymáson elcsúsztatható logaritmikus skála. Ezt egészítik ki további skálák és egy átlátszó mozgatható ablak, amelyen hajszálvonalak segítik a skálákon található értékek pontos beállítását és leolvasását.

### Szorzás
Két szám összeszorzásához a nyelv (mozgatható skála) kezdő értékét a fix skálán a szorzandó értékéhez kell mozgatni, és ezt követően a nyelven megkeresni a szorzót; a vele szemben a fix skálán található érték lesz a szorzat értéke.
{\displaystyle \lg(x)+\lg(y)=\lg(xy)}
A szorzat értékének meghatározásához nem elegendő a skála leolvasása, a logarléc használójának fejben utánaszámolva meg kell állapítania a szorzat nagyságrendjét. Az ábra példáján 1,6 × 4,5 szorzatához ugyanúgy kell beállítani a skálát, mint 160 × 45 vagy 0,16 × 0,45 esetén.
Ha a skálák 1–10-ig készültek, könnyen kifuthatunk a tartományból. Például 2 × 7 = 14. Ilyenkor vagy olyan skálát használunk, amely 1-100-ig van beosztva, mint az ábrán, vagy a nyelv másik irányba való mozgatásával keressük meg a szorzatot.

### Osztás
Osztáskor a nyelven (mozgó skálán) meg kell keresni az osztót, ezt szembe kell állítani a fix skálán az osztandóval, és a nyelv kezdeti értékénél találjuk a fix skálán a hányados értékét.
{\displaystyle \lg(x)-\lg(y)=\lg(x/y)}

### Más skálák
Az alapvető logaritmikus skálákon kívül a gyakorlatban használatos logarlécek más skálákat is tartalmaznak.
A kétszeres léptékű és egyszeres léptékű logaritmikus skálák összevetésével könnyen lehet négyzetre emelni és négyzetgyököt vonni. Arra azonban vigyázni kell, hogy például 4 és 40 négyzetgyökét máshol kell keresni a felső skálán. Négyzetgyökvonásnál a számot a tizedesvesszőtől számítva két számjegyből álló csoportokra bontjuk, és ahol a felosztás már nem folytatódhat, ott látjuk, melyik mezőben kell keresni a négyzetgyököt.
Háromszoros léptékű logaritmikus skálával ehhez hasonlóan köbgyököt lehet vonni. Gyakorlati számításokhoz fontosak a szögfüggvények, a szinusz, koszinusz és tangens skálák. Kis szögek szinusz és tangens skálája is található a legtöbb logarlécen.
A fordított logaritmikus skála 1/x számítását könnyíti meg.
Lineáris skála segítségével a számok 10-es alapú logaritmusát lehet megkeresni, log-log skála pedig a természetes alapú logaritmus keresését és tetszőleges hatványozást tesz lehetővé.

### A leggyakrabban használatos skálák
| A, B        | Kétszeres léptékű logaritmikus skálák, az előbbi a testen, az utóbbi a nyelven. Négyzetre emelésre és négyzetgyökvonásra használatosak. |
| C, D        | A klasszikus logaritmikus skálák. |
| K           | Háromszoros léptékű logaritmikus skála.                                                                                                 |
| CF, DF      | A szimpla logaritmikus skála π-vel szorozva.                                                                                            |
| CI, DI, DIF | Logaritmikus skála reciproka. Gyakorlatilag a logaritmus skála tükrözöttje.                                                             |
| S           | Szinusz skála általában 6°-tól 90°-os értékekig.                                                                                        |
| T1, T2      | Tangens skálák, az előbbi 6° és 45°, az utóbbi 45° és 84° között.                                                                       |
| ST, SRT     | Skála kis szögek tangensének, szinuszának és fok-radián átváltásának számításához.                                                      |
| L           | A C és a D skála logaritmusa. Gyakorlatilag egy lineáris skála 0 és 1 között.                                                           |
| LLn         | 3 vagy 4 db log-log skála. Könnyen számítható vele valós számokkal történő hatványozás.                                                 |
| Ln          | Természetes alapú logaritmus skála, ez is lineáris 0 és 2,3 között.                                                                     |

| \| \| \|                                        |  |
| Skálák a K&E 4081-3 logarléc elején és hátulján |  |
|                                                 |  |

## Gyakorlati kivitel

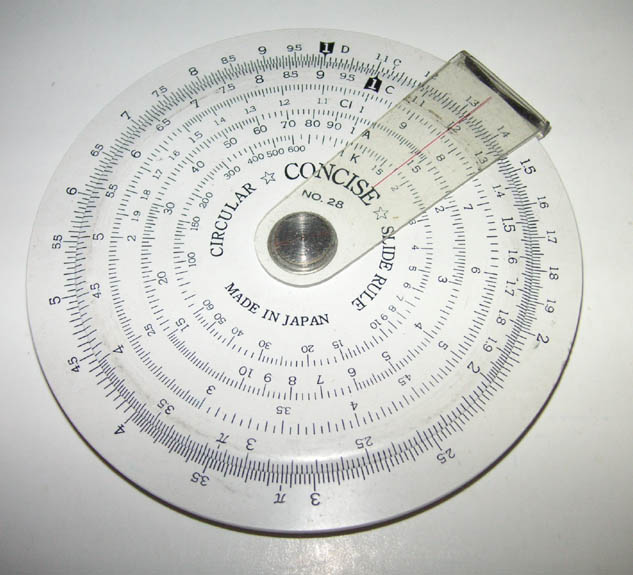
Körlogarléc

A logarléceket régebben fából, majd fa és műanyag kombinációjából készítették, legújabban teljesen műanyagból vagy fémből állnak. A fém logarlécek ugyan lehetővé teszik a pontosság növelését, de a csillogó felület és a fémes szín miatt a leolvasás nehezebb és így használatuk fárasztóbb. A közönséges logarlécek leolvasási pontossága általában két számjegy és a harmadikat a felhasználó megbecsülte, a speciális logarlécek pontossága ennek kétszerese is lehet. Európában a szabványos hossz 25 cm, emellett készültek 12,5 cm-es (zseb-) és 50 cm-es (irodai) logarlécek is. Angolszász országokban a szabványos logarléc hossza 10, 5, illetve 12,5 hüvelyk (25,4, 12,7 és 31,8 cm).
A skáláról való kifutás elkerülhető az ún. körlogarléccel, ahol a skálákat két koncentrikus kör alakú tárcsára viszik fel. Ennek előnye még, hogy hosszabb skálát harmad akkora főméretekkel lehet készíteni, mint a közönséges logarlécekkel. Ennek ellenére a logarlécek túlnyomó többsége egyenes típusú.
Különböző szakmák egyedi céljainak megfelelő speciális logarléceket is készítettek, így például létezett különböző, mérnököknek, bankoknak és pénzügyi célokra szánt logarléc, de például a II. világháború amerikai bombázópilótái is használtak különleges logarléceket.

## Története
A logarlécet 1620-1630 között találták fel, miután John Napier publikálta a logaritmusról szóló alapvető művét. Az oxfordi egyetemen Edmund Gunter feltalált egy eszközt, mely egy logaritmikus skálából és mérőeszközökből állt és amellyel szorozni és osztani lehetett. 1630-ban a cambridge-i William Oughtred készített egy körlogarlécet, és 1632-ben egyesítette találmányát Gunter eszközével, ezzel létrejött a mai értelemben vett logarléc. Oughtred sokáig nem publikálta találmányát, hasonlóan a kortárs Newtonhoz, aki forradalmian új fizikai elméleteit évekig nem merte nyilvánosságra hozni, és később kemény harcot folytatott az elsőbbségért egy korábbi tanítványával, Richard Delamainnel.
1722-ben Warner bevezette a négyzet- és köbskálát, 1755-ben Everard az inverz skálát (1/x), 1815-ben pedig Peter Roget feltalálta a log-log skálát. A 19. században a logarléc használata széles körben elterjedt Európában. A mérnöki számítások túlnyomó részét logarléc segítségével végezték. Ehhez természetesen olyan számítási eljárásokra volt szükség, melyek nem voltak érzékenyek a kerekítési hibára.
Az 1970-es, 1980-as években a logarléc végleg elavult, felváltották a különböző tudományos kalkulátorok, 1974-től a logarlécek gyártói sorozatban mentek csődbe. Ezzel az emberiség kultúrájának egy kiemelkedő találmánya került múzeumba.
A legutolsó speciális logarlécek az amerikai Apollo-program számára készültek, és a programban részt vevő űrhajósok használták azokat.
A logarlécet mára az elektronikus eszközök teljesen kiszorították, csak múzeumokban és idősebb mérnökök gyűjteményeiben lelhetők fel.

## Előnyök

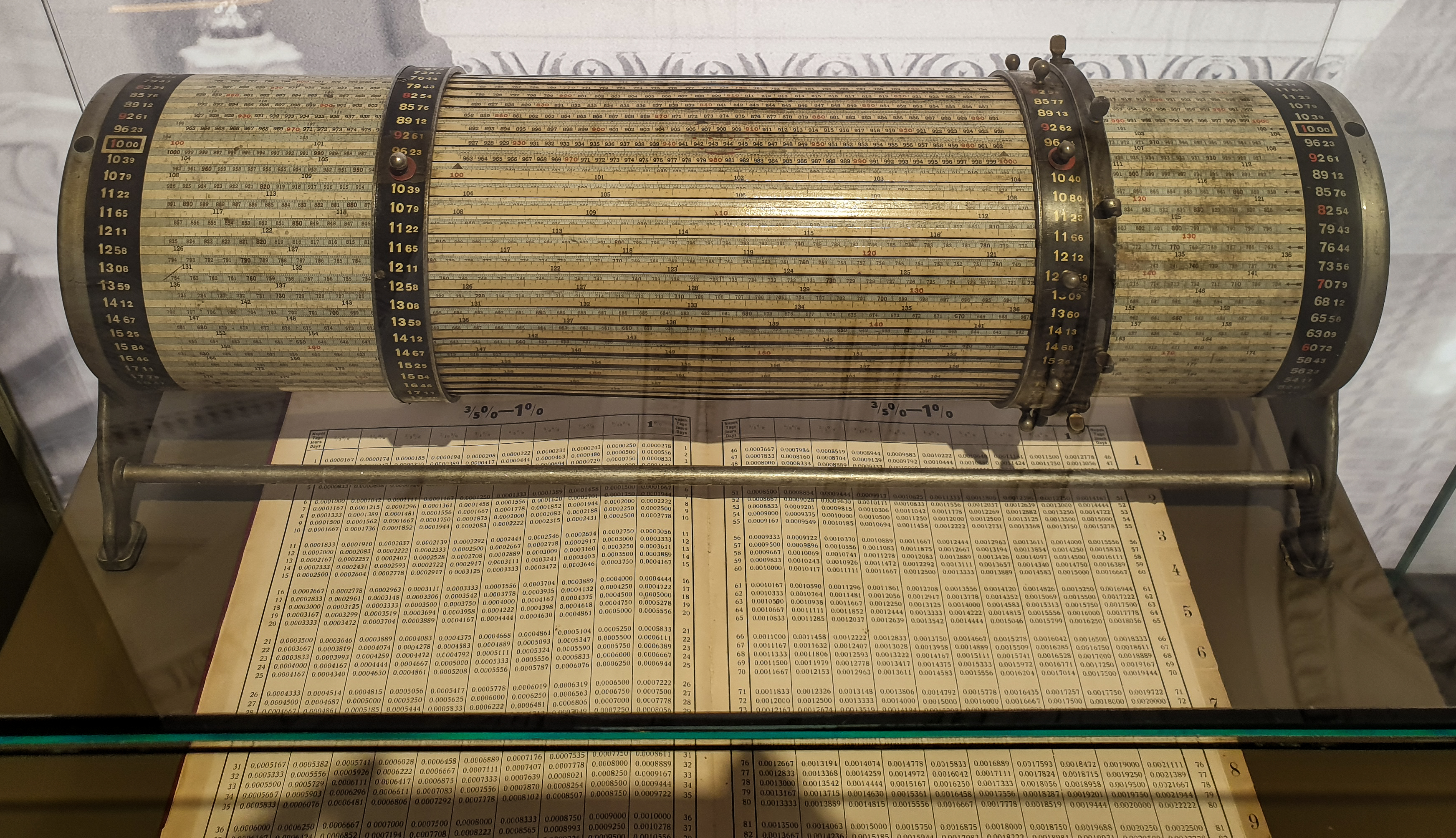
A bankokban régen használt kamathenger, a logarléc módosított formája. Akár 7 tizedesjegyig tudja mutatni az értékeket

- A logarléc korlátozott pontossága nem mindig hátrány. A legtöbb mérnöki számításnál a kiinduló adatok pontossága nem nagyobb annál, mint amit a logarléc nyújt. A számológép 7–9 jegyű pontossága azt az illúziót kelti, hogy nagyon pontos eredményre jutunk, holott a bemenő adatok valójában pontatlanok. Ettől a hibás illúziótól megóv a logarléc használata.
- A logarléccel való munka megköveteli a nagyságrendek fejben történő ellenőrzését. Ez nagy ellenőrzési biztonságot ad a számítások során: aki logarléccel dolgozik, nem követ el olyan jellegű nagyságrendi hibát, ami a modern számítástechnikában (adatok elütése miatt) könnyen bekövetkezhet.
- A gyakorlati számítást igen sok apró fogás könnyíti és gyorsítja logarléccel. Például, ha egy számot sok számmal akarunk egymást követően szorozni, a skálát elég egyszer beállítanunk, utána csak az ablakot kell mozgatni, és az eredményeket leolvasni.
- Mivel a logarléc működése mechanikus, nem igényel áramforrást.
- A logarlécek annyira szabványosak, hogy egy új logarléc használatához semmiféle utasítás nem szükséges.

## Hátrányok
- A számítás pontossága függ a logarléc hosszától.[5]

## Általánosítások
Az eddig ismertetett logaritmikus skálák helyett a csúszkákra tetszőleges más skálákat helyezve más képleteket is kiszámolhatunk gyorsan.
Például, négyzetes skálákkal az {\displaystyle x^{2}+y^{2}=z^{2}} összefüggés, reciprok skálákkal az {\displaystyle {\frac {1}{x}}+{\frac {1}{y}}={\frac {1}{z}}} összefüggés alapján kereshetjük meg {\displaystyle z}-t {\displaystyle x} és {\displaystyle y} ismeretében, egyetlen léceltolással.
A reciprok és négyzetes skálák használata: erről részletesebben itt  olvashatunk.